# Децик Дацко Васильович
Децик Дацко Васильович (роки народження і 1665 після 1665) — овруцький полковник, один з керівників народних повстань на Правобережній Україні проти польсько-шляхетського панування (1653–1665).
Під його проводом селянсько-козацькі загони визволили Мотовилівку, Димер, Бишів, Фастів, Чорнобиль, завдали поразки польсько-шляхетським військам під Білою Церквою. Загони Д. Децика перейшли на Лівобережжя в Переяславський полк. Там його заарештовано гетьманською адміністрацією і заслано царським урядом до Сибіру аж у Даурію (1666). Подальша доля невідома.